# ミナルディ・PS05

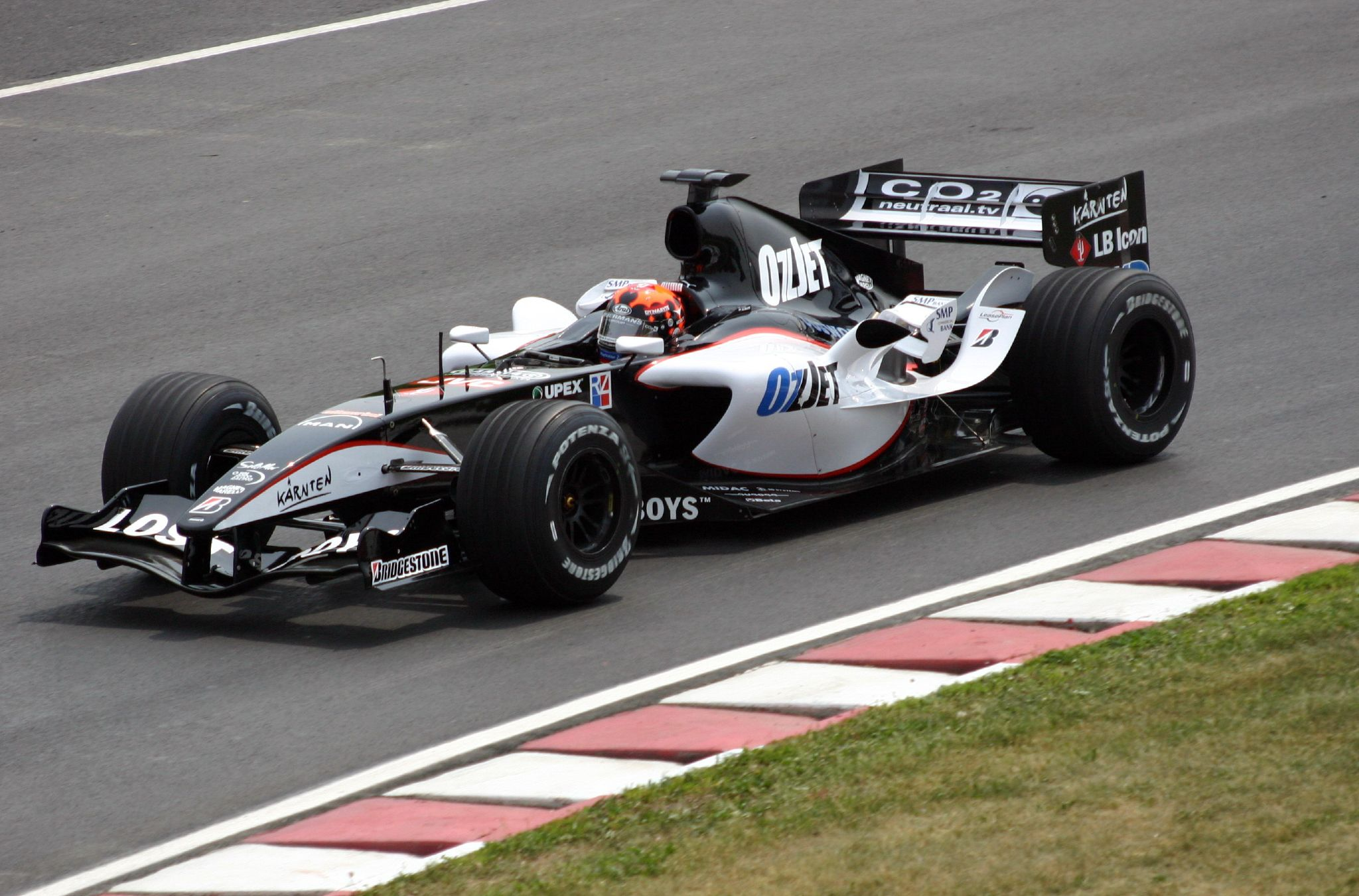
2005年のカナダGPでクリスチャン・アルバースがドライブするPS05

ミナルディ・PS05（Minardi PS05）は、ミナルディが2005年のF1世界選手権参戦用に開発したフォーミュラカーで、ガブルエル・トレドッツィが設計した。2005年の第4戦から最終戦まで実戦投入された。ミナルディのF1における最後のマシンとなった。

## 概要
2004年シーズンに使用したPS04Bは基本設計はPS02とほぼ同じである。よってミナルディにとってはほぼ3年ぶりの新設計F1マシンの投入となった。PS04Bが旧態依然としたデザインであったのに対し、トレドッツィは最新トレンドを盛り込んで設計。フロントウイングは中央部が大きく路面に近づいたデザイン。サイドポンツーンも後方が小さく絞られた形状で、アンダーカットも深い。リヤウイングもミナルディがはじめた翼端板のスリットも継続。エンジンもPS04BのコスワースCK2004(CR-3L)よりも60馬力アップしている。しかし、資金難はいかんともしがたく、テスト不足で上位チームに挑むほどの速さを見せることはできなかった。

## 2005年シーズン
開幕から3戦はPS04Bを2005年レギュレーションに適合させたマシンで出走した。第4戦サンマリノGPからPS05が使用されたが、直前に1台がバレルンガでシェイクダウンできただけで、2台目に至ってはサンマリノGP中の木曜日にピットで組み立てるという綱渡り状態だった。
第6戦モナコGPでは予選でパトリック・フリーザッハーが13位・クリスチャン・アルバースが14位とジョーダンの2台を上回り、そのポテンシャルを発揮。第9戦アメリカGPでミシュラン勢がすべてリタイヤしたので、アルバースが5位、フリーザッハーが6位を獲得することができた。なお、チームへのスポンサーフィーが滞ったことを理由に、第12戦ドイツGPからフリーザッハーに代わってロバート・ドーンボスが出走することとなった。
 第14戦ベルギーGPにてチームをレッドブルに売却することを発表。しかし、新パーツを導入する手は緩めず、第17戦ブラジルGPに2段式の新フロントウイングとバージボード、形状を変えたチムニーダクトを投入。しかし、ミシュラン勢ボイコットのアメリカGP以外では入賞することはかなわなかった。

### スペック

#### シャーシ
- シャーシ名 PS05
- 全長 4,548mm
- 全幅 1,800mm
- ホイールベース 3,097mm
- 前トレッド 1,451mm
- 後トレッド 1,422mm
- クラッチ AP
- ダンパー ザックス
- ブレーキキャリパー ブレンボ
- ブレーキディスク・パッド ヒトコ
- ホイール O・Z
- タイヤ ブリヂストン
- ギヤボックス ミナルディ製6速セミオートマチック/チタン製ケーシング

#### エンジン
- エンジン名 コスワースTJ2005シリーズ10
- 気筒数・角度 V型10気筒・90度
- 排気量 2,997cc
- スパークプラグ チャンピオン
- 燃料・潤滑油 エルフ

## F1における全成績
(key) （太字はポールポジション、斜字はファステストラップ。NCは周回数不足。）
| 年     | No. | ドライバー     | 1   | 2   | 3   | 4   | 5   | 6   | 7   | 8   | 9   | 10  | 11  | 12  | 13  | 14  | 15  | 16  | 17  | 18  | 19  | ポイント | ランキング |
| 年     | No. | ドライバー     | AUS | MAL | BHR | SMR | ESP | MON | EUR | CAN | USA | FRA | GBR | GER | HUN | TUR | ITA | BEL | BRA | JPN | CHN | ポイント | ランキング |
| ------ | --- | -------------- | --- | --- | --- | --- | --- | --- | --- | --- | --- | --- | --- | --- | --- | --- | --- | --- | --- | --- | --- | -------- | ---------- |
| 2005年 | 20  | フリーザッハー |     |     |     | Ret | Ret | Ret | 18  | Ret | 6   | Ret | 19  |     |     |     |     |     |     |     |     | 7*       | 10位       |
| 2005年 | 20  | ドーンボス     |     |     |     |     |     |     |     |     |     |     |     | 18  | Ret | 13  | 18  | 13  | Ret | 14  | 14  | 7*       | 10位       |
| 2005年 | 21  | アルバース     |     |     |     | Ret | Ret | 14  | 17  | 11  | 5   | Ret | 18  | 13  | NC  | Ret | 19  | 12  | 14  | 16  | 16  | 7*       | 10位       |

- 予選最高位13位 決勝最高位5位（2005年）
- コンストラクターズランキング10位。
- ドライバーズランキング19位（クリスチャン・アルバース）予選最高位13位 決勝最高位5位
- ドライバーズランキング21位（パトリック・フリーザッハー）予選最高位13位 決勝最高位6位
- ドライバーズランキング25位（ロバート・ドーンボス）予選最高位15位 決勝最高位13位

## シーズン終了後
11月1日をもってレッドブルに買収されたが、それ以前にミナルディとテスト契約を結んでいたドライバーたちが参加して11月21-24日にイタリアのヴァレルンガで最後のテストが行われた。このときにはPS05が3台、PS04Bが2台、2シーターF1×2が4台の9台が持ち込まれた。最終日にはオーナーであるポール・ストッダートがPS05をドライブして締めくくった。

## 参照
1. ↑  “Minardi PS05 Cosworth”. F1Technical.net. 2010年9月19日閲覧。